# دار مدارك للنشر
دار مدارك للنشر التي يمتلكها الإعلامي السعودي تركي الدخيل هي مؤسسة ثقافية تأسست في العاصمة اللبنانية بيروت العام 2010 لتكون واحدة من أهم دور النشر المهتمة بصناعة الكتاب العربي، وترجمة مختارات من الإصدارات العالمية إلى العربية، تهتم مدارك بحقول: السياسة، الثقافة، الفكر الديني المعاصر، الرواية، الأدب، السير الذاتية، البحوث الاجتماعية، والدراسات المعمقة، إضافة إلى كتب الأطفال، ومن كتاب الدار الدائمين تركي الحمد، علي حرب، ياسر حارب، محمد الرميحي، محمد محفوظ، عبد الرحمن شلقم، رشيد الخيون، خالص جلبي.
يتوزع فريق عملها بين بيروت ومدينة دبي بالإمارات العربية المتحدة، شاركت الدار في عدة معارض عربية، لم تقصر نفسها على جمهور إقليمي محدد أو قطري، بل سعت في اختياراتها لأن تخاطب القارئ العربي أين كان مقره، وأياً كان توجهه الفكري، خالعة عنها عباء الدار المؤدلجة، ومعتمدة في اختياراتها للنصوص، على لجنة علمية من الباحثين الذين يقيمون المؤلفات التي تصلهم، وفق معايير خاصة.

## النشاط الترجمي
على صعيد الكُتاب الغربيين، فقد ترجمت الدار عدداً من الكتب الهامة، منها: الإخوان المسلمون الجدد في الغرب، لمؤلفه لورينزو فيدينو، والمملكة من الداخل الذي سرد فيه روبرت ليسي تجربته ومشاهداته عن المملكة العربية السعودية، ذاكراً تفاصيل سياسية واجتماعية جعلت الكتاب مرجعاً لكثير من الباحثين في شؤون المملكة والخليج، محققا بذلك الكتاب انتشاراً واسعاً، ليطبع حتى الآن 6 طبعات متتالية، في زمن قصير. بل ترجمت ونشرت كتاباً مترجماً باللغة العربية بعنوان السعودية والمشهد الاستراتيجي الجديد للبروفسور الإسرائيلي جاشوا تتلبام والذي يعمل مستشاراً لعدة جهات حكومية إسرائيلية وأستاذاً في جامعة بار - إيلان، وهو متحدث في مؤتمر أيباك السنوي كما يعمل كمستشار لدراسات الشرق الأوسط في جامعة تل أبيب، وتتمحور دراساته حول السعودية والسياسات الأمريكية في الشرق الأوسط.

## في الإعلام الجديد
كون دار مدارك تهتم بالكتاب المطبوع، لم يمنعها من أن تنشط عبر الإعلام الجديد، حيث قامت بالتواصل مع قرائها والمهتمين عبر حسابها في تويتر، الذي ينشر تغريدات مختصرة عن الإصدارات الحديثة، ومختارات منها، إضافة لأخبار الدار، والرد على استفسارات المهتمين. كما تطلُ أيضاً عبر موقعها الإلكتروني، الذي تتوافر فيه أحدث الإصدارات، وحيث بإمكان القارئ شراءها مباشرة، دون عناء البحث عنها على أرفف المكتبات.

## مقدمة الدار
قدمت دار مدارك نفسها على موقعها الإلكتروني بقولها:

## أرقام قياسية
- شاركت مدارك في معرض الرياض الدولي للكتاب 2012 ولقيت اقبالا منقطع النظير بحصيلة 23الف كتاب، وهو مايعتبر نجاحا كبيرا نادر الحصول في معارض الكتاب العربية.[1]
- كتاب المملكة من الداخل حقق انتشاراً واسعاً، ليطبع حتى الآن 6 طبعات متتالية، في زمن قصير.[1]

## الجوائز
- جائزة النشر المتميز بالترجمة - مسار محلي ضمن جوائز معرض الرياض الدولي للكتاب 2021.